# Resolución 96 del Consejo de Seguridad de las Naciones Unidas
La Resolución 96 del Consejo de Seguridad de las Naciones Unidas fue adoptada el 10 de noviembre de 1951. Después de haber recibido un informe de Frank Graham, el representante de las Naciones Unidas para la India y Pakistán presentó un discurso ante el Consejo sobre un programa de desmilitarización, el cual fue recibido con satisfacción. El Consejo tomó nota con aprovación de la declaración de la India y Pakistán de que trabajarían por un arreglo pacífico, seguirían manteniendo un alto el fuego y aceptarían el principio de que la adhesión del Estado de Jammu y Cachemira debería ser determinada por un plebiscito libre e imparcial bajo los auspicios de las Naciones Unidas. A continuación, el Consejo encargó al Representante de la ONU que prosiguiera sus esfuerzos para obtener el acuerdo de las partes sobre un plan para efectuar la desmilitarización del Estado de Jammu y Cachemira y que informara sobre sus esfuerzos junto con su opinión sobre los problemas que se le habían confiado en seis semanas.
La resolución fue aprobada por nueve votos contra ninguno; India y la Unión Soviética se abstuvieron.